# Красный Окунь
Красный Окунь — озеро на юге Пинежского района Архангельской области, принадлежит к бассейну Северной Двины. Площадь поверхности — 14,6 км². Площадь водосборного бассейна — 45 км². Озеро целиком находится на территории Монастырского заказника.
Озеро расположено на высоте 183,8 м и имеет почти овальную форму, лежит в болотистой местности.
Рядом с озером находится нежилая изба Красный Окунь. Из озера вытекает одна река — Явроньга, которая впадает в реку Юлу (приток Пинеги). На озере выделяется небольшой остров Плавун, который располагается в северной части озера.